# Lola Mora
Dolores Candelaria Mora Vega (17 tháng 11 năm 1866 - 7 tháng 6 năm 1936) được biết đến với nghệ danh Lola Mora, là một nhà điêu khắc người Argentina sinh ra ở El Tala, tỉnh Salta ở Argentina. Cô được biết đến như một kẻ nổi loạn và là người tiên phong của phụ nữ trong lĩnh vực nghệ thuật.

## Tuổi thơ
Dolores là con gái của Romualdo Alejandro Mora, một chủ đất thịnh vượng của tỉnh Tucumán có nguồn gốc Tây Ban Nha và Regina Vega. Cô là người con thứ ba trong bảy người con, ba trai và bốn gái. Cha mẹ cô đã quyết định rằng các cô gái cũng sẽ có, giáo dục tốt nhất có thể (hành vi bất thường trong thời điểm đó). Năm 1870 khi Lola lên 4 tuổi, cha mẹ cô quyết định chuyển gia đình đến San Miguel del Tucumán Năm bảy tuổi, khoảng năm 1874, cô là một học sinh nội trú tại tỉnh Colegio Sarmiento de Tucumán. Năm 1885, trong vòng hai ngày, cả cha mẹ cô đều qua đời. Chị gái của cô Paula Mora Vega kết hôn với kỹ sư Guillermo Rucker và cùng nhau chăm sóc những đứa trẻ mồ côi.

## Giáo dục

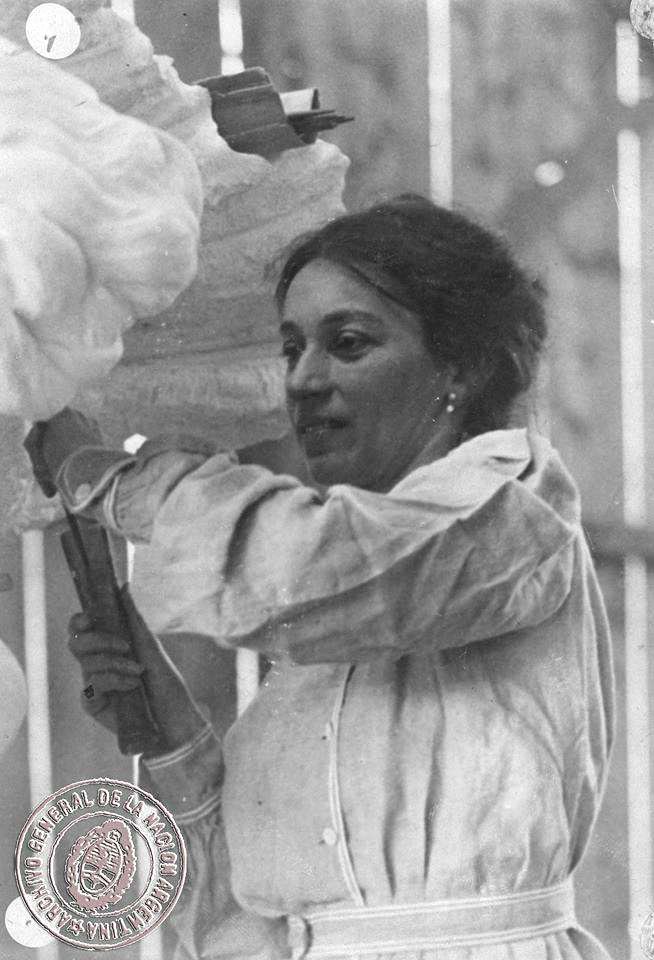
Mora làm việc tại studio của cô vào năm 1903

Năm 20 tuổi, cô bắt đầu vẽ tranh chân dung, nhưng sớm chuyển sang điêu khắc đá cẩm thạch và đá granit. Cô học nghệ thuật ở tỉnh nhà và sau đó, với học bổng, tại Rome, Ý, học theo Costantino Barbella và Giulio Monteverde. Năm 1900, cô trở lại Argentina và, với sự kết nối của chính phủ, được giao nhiệm vụ tạo ra hai bức phù điêu cho Nhà lịch sử của Tucumán.
Khi sự nghiệp của cô phát triển, phong cách gợi cảm và địa vị là một nữ nghệ sĩ khiến cô gây tranh cãi. Năm 1903 Đài phun nước Nereids của cô, được tạo ra cho thành phố Buenos Aires, đã gặp các vấn đề quan liêu tại Deliberative Council của thành phố, và họ đã di chuyển bức tượng điêu khắc từ nơi này sang nơi khác.
Gần cuối đời, cô thực hiện một số đầu tư mạo hiểm (như tài trợ cho các cuộc khảo sát dầu khí ở Salta), và sau đó nghỉ hưu chỉ với một khoản trợ cấp nhỏ để hỗ trợ bản thân. Sau cái chết của cô ở Buenos Aires trong nghèo đói và tối tăm, những người bạn của cô đã đốt những lá thư, vật lưu niệm và nhật ký cá nhân của cô.